# Брежуљак „Кик“ код села Свилеуве
Брежуљак „Кик“ налази се код Свилеуве на око 10 км од Коцељеве. Представља непокретно културно добро као археолошко налазиште.

## Опште информације
„Кик” се налази североисточно од Коцељеве, на простору по брежуљку 170 м надморске висине који је са северне стране оивичен потоком Вукодражом, а са источне Киком.
Налази су расути на простору од на површини од око 1 хектара, колико износи и укупна површина платоа овог брда. На локалитету је регистрована велика количина грнчарије, кремених и камених артефакта, што иницира постојање једног просторног праисторијског насеља. Судећи по основним технолошким и стилским карактеристикама површинског материјала насеље се може везивати за финалну фазу винчанске културе и старијег енеолита.